# Victoria's Secret
Victoria's Secret là nhà bán lẻ nội y lớn nhất ở Mỹ và được thành lập bởi Roy Raymond vào năm 1977. Doanh thu của hãng năm 2012 là 6,12 tỉ USD với vốn điều lệ là 1 tỉ USD. Công ty chuyên bán nội y, quần áo phụ nữ và mỹ phẩm qua các bộ catalogue (sản xuất hơn 375 triệu bản mỗi năm), trang web và các cửa hàng ở Mỹ. Victoria's Secret là sở hữu toàn phần của công ty thương mại L Brands.

## Lịch sử

### 1977: Thành lập
Victoria's Secret được thành lập bởi chàng cựu sinh viên trường đại học Tufts University và Standfortt, cùng vợ mình là Gaye, ở San Francisco, California vào ngày 12 tháng 6 năm 1977.
8 năm trước khi thành lập Victoria's Secret, Raymond đã từng rất ngại ngùng khi mua nội y cho vợ tại các trung tâm thương mại. Trong một cuộc phỏng vấn với Newsweek, anh nhìn lại khoảng thời gian ấy từ khoảng thời điểm 1981: "Khi tôi cố mua nội y cho vợ mình, tôi phải đối mặt với hàng đống rổ áo choàng ngủ bằng cotton mềm và những bộ đồ ngủ in hoa xấu xí bằng nylon, và tôi luôn luôn có cảm giác cô bán hàng nghĩ tôi là tên khách hàng không đáng chào mời.
Vào những năm 1970 vào 1980, hầu hết phụ nữ Mỹ đều mua những bộ đồ ngủ "tẻ nhạt", "thực dụng" và "cứng nhắc" bởi các hãng Fruit of the Loom, Hanes, và Jockey trong các trung tâm mua sắm và để dành những "đồ sang trọng hơn" cho "các dịp đặc biệt" như tuần trăng mật. "Quần rút thun và áo ngực mút đệm" là những sản phẩm thường trực trong giai đoạn này cùng với "những chiếc khăn quàng vai và những bộ trang phục hải tặc khiêu khích tại Frederick's of Hollywood" bên ngoài những dòng sản phẩm chính thống cũng được trưng bày tại các cửa hàng.
Raymond học về thị trường nội y trong 8 năm liền trước khi vay bố mẹ 40 nghìn USD và vay ngân hàng 40 nghìn USD để thành lập Victoria's Secret: một cửa hàng mà tất cả đàn ông đều cảm thấy thoải mái khi mua đồ lót. Cửa hàng đầu tiên của công ty tọa lạc tại trung tâm mua sắm Standfort tại Palo Alto, California.

### 1977–1980: Những năm đầu
Victoria's Secret tăng trưởng 500 000 USD trong năm đầu tiên bán hàng,, đủ để chi trả cho một trụ sở và 4 cửa hàng mới cùng dịch vụ đặt hàng qua e-mail.
Vào năm 1980, Raymond đã đặt thêm 2 cửa hàng nữa tại San Francisco, số 2246 Đường Union và 115 đường Wisconsin.
Vào năm 1982, cửa hàng thứ 4 (vẫn trong khu vực San Francisco), được mở tại số 395 đường Sutter. Cửa hàng này vẫn lưu lại cho đến năm 1991, khi nó được chuyển đến một mặt bằng lớn hơn tại Westin St. Francis.
Vào tháng 4 năm 1982, Raymond cho ra mắt catalogue thứ 12 của mình; mỗi quyển có giá 3 đô la. Lượng doanh thu đem về từ các quyển catalogue đóng góp hơn 55% cho doanh thu 7 tỷ đô hàng năm của công ty.
Các cửa hàng Victoria's Secret vào thời gian này là một "tay chơi cừ khôi" trong ngành đồ lót. Ngành này còn được xem "bóng bẩy hơn cả Main Street."

### 1982: Bán lại cho The Limited
Lý thuyết của Raymond về việc bán nội y cho các khách hàng nam càng ngày càng ít lợi nhuận và Victoria's Secret dần đối mặt với việc phá sản.
Năm 1982, hãng mở rộng thêm 6 cửa hàng, một catalogue 42 trang, và hàng năm tăng trưởng 6 triệu USD. Raymond bán Victoria's Secret Inc. cho Leslie Wexner, nhà sáng lập của Limited Stores Inc tại Columbus, Ohio, với giá 1 triệu USD. (Mặc dù các số liệu không được công bố cho đến sau này.)

### 1983:Thay đổi chiến lược
Năm 1983, Leslie Wexner quyết định cách tân lại Victoria's Secret. Ông loại bỏ việc bán nội y cho khách hàng nam và thay vào đó là tập trung vào lượng khách hàng nữ. Victoria's Secret chuyển từ "bóng bẩy hơn cả Main Street" đến một nền tảng cơ bản hơn khi chủ yếu bán những loại đồ lót được thừa nhận. "Nhiều màu sắc, mẫu mã và kiểu cọ hứa hẹn sự gợi cảm gắn liền với phong cách trang nhã, sang trọng và cùng với sự hấp dẫn xa hoa mang phong cách châu Âu" được cho là thu hút và đáp ứng nhu cầu của các khách hàng nữ.
Để đẩy mạnh hình ảnh của mình, catalogue của hãng tiếp tục theo cách mà Raymond khởi đầu: ghi trụ sở của công ty trên catalogue với một địa chỉ giả ở Luân Đôn, trong khi trụ sở thật là ở Columbus, Ohio. Các cửa hãng cũng đã được trang hoàng lại mang hơi hướng Anh quốc thế kỷ 19.
Từ năm 1985 đến năm 1993, Victoria's Secret bán cả nội y nam.)
Năm 1986, 4 năm sau đó, The New York Times nhận xét, "trong một ngành công nghiệp mà việc giảm giá đã trở thành quy luật, điều quan trọng là về phong cách và dịch vụ ". Ngành công nghiệp nội y cũng đã thay đổi rất nhanh.

### 1983–1990: Xâm nhập vào các trung tâm thương mại
5 năm sau khi mua công ty, The Limited đã chuyển biến từ 3 cửa hàng thời trang sang 346 cửa hàng bán lẻ.
Howard Gross nắm quyền chủ tịch, từ vị trí phó chủ tịch vào năm 1985.
Vào tháng 10 năm đó, báo Los Angeles Times cho rằng Victoria’s Secret đang thâm nhập vào thị trường cổ phiếu trong các trung tâm mua sắm; năm 1986, Victoria's Secret là chuỗi bán hàng nội y quốc nội duy nhất.
Tờ The New York Times đã viết một bài tường thuật về sự phát triển vượt bậc của Victoria's Secret's từ 4 cửa hàng vào năm 1982 lên đến 100 cửa hàng vào năm 1984; và những ước đoán của giới phân tích cho rằng con số này sẽ tăng đến 400 vào năm 1988.
Vào năm 1987, Victoria's Secret được công bố nằm trong danh sách "catalogue bán chạy nhất". Năm 1990, các nhà phân tích ước tính doanh thu của hãng đã tăng trưởng gấp 4 lần đến 120 triệu đô la Mỹ trong 4 năm, trở thành doanh nghiệp bán hàng qua mail phát triển nhanh nhất.
Tờ The New York Times cũng gọi đây là một "một nhà tiên phong đáng noi theo", khen ngợi hãng đã sử dụng "những hình ảnh quảng cáo gợi cảm, cao cấp một cách không hề nao núng để bán đồ lót với giá phải chăng."
Victoria's Secret cũng đã xuất xưởng dòng sản phẩm nước hoa đầu tiên vào năm 1991.

### 1990–1993: Liên tục vấp phải những vấn đề về chất lượng
Vào đầu thập niên 90, Victoria's Secret đối mặt với một lỗ hổng trong việc quản lý đã dẫn đến việc "hãng nội y danh tiếng một thời" bị "nghi ngờ bởi hàng loạt các vấn đề về chất lượng."
Howard Gross, người đã đưa công ty trở thành một "đế chế nội y" kể từ khi Wexner mua lại vào năm 1982, đã bị chuyển đến làm việc tại một công ty con của L Brands, Limited Stores. Business Week cho rằng "cả hai bên đều chịu thiệt hại."

### 1993–1996: Nichols ra tay giải quyết các vấn đề về chất lượng
Grace Nichols, khi đó là chủ tịch và giám đốc điều hành, đã vào cuộc nhằm giải quyết những vấn đề đang gặp phải của hãng; hãng thu hẹp đồng lời từ các sản phẩm, do vậy lợi nhuận của hãng cũng từ đó mà tăng trưởng chậm đi.
Victoria's Secret ra mắt dòng sản phẩm Miracle Bra, bán được 2 triệu đô trong năm đầu, nhưng phải đối mặt với sự cạnh tranh với dòng WonderBra của hãng Sara Lee một năm sau đó. Công ty đã đáp trả lại đối thủ của họ bằng một chiến dịch truyền hình.

### 1996: Mở rộng thương hiệu
Đến năm 1998, cổ phần của Victoria's Secret's trong thị trường nội y chiếm 14 phần trăm. Cũng năm đó, Victoria's Secret tấn công tiếp đến thị trường mĩ phẩm.
Vào năm 1999, công ty đề ra mục tiêu nhằm tăng độ phủ sóng hình ảnh của mình bằng Body by Victoria.

### Đầu thập niên 2000s: Tăng trưởng chậm lại dẫn đến việc đại tu
Tháng 5 năm 2000, Wexner bổ nhiệm Sharen Jester Turney, trước đó từng là giám đốc của Neiman Marcus, làm chủ tịch hội đồng quản trị của Victoria's Secret nhằm phát triển việc buôn bán catalogue, vốn đang bị tụt hậu phía sau các phân khối sản phẩm khác. Forbes viết về Turney, khi bà xem lướt một quyển catalogue Victoria's Secret, "Chúng ta cần chấm dứt việc tập trung vào tất cả đống hở ngực này."
Vào năm 2000, Turney bắt đầu định hình lại các catalogue của Victoria's Secret từ hình ảnh "những loại đồ lót màu đen, màu tím in hình rùa con với đầy những bộ ngực trên đó" đến một thứ gì đó có thể thu hút "các khách hàng thượng lưu giờ đây sẽ cảm thấy thoải mái khi mua nội y của La Perla và Wolford."; "nhấn chìm những hình ảnh dâm đãng" như "quần jeans ôm và giày cao gót mũi nhọn"; và chuyển từ "một thứ chỉ để thay thế cho cuốn Playboy trong các phòng ký túc xá," đến một thứ gì gì đó gần hơn với tạp chí thời trang Vogue, nơi mà nội y, đồ ngủ, quần áo và mỹ phẩm xuất hiện trong các catalogue.
Đầu năm 2000, Grace Nichols, giám đốc điều hành của Victoria's Secret, cũng tiến hành một cuộc cải cách tương tự tại các cửa hàng Victoria's Secret's, bỏ hết những thứ gì mang ảnh hưởng của thế kỷ 18 ở Anh (hay như một nhà chứa thời Victoria).

### 2006–2008: Tăng trưởng
Đến năm 2006, 1 000 cửa hàng khắp nước Mỹ của Victoria's Secret's đã đóng góp một phần 3 thị phần trong thị trường nội y.
Vào tháng 5 năm 2006, Wexner thăng chức cho Sharon Jester Turney từ việc quản lý catalogue và bán hàng online của Victoria's Secret thành người lãnh đạo cả công ty. Năm 2008, bà thừa nhận rằng "chất lượng của sản phẩm không đồng nhất với tên tuổi của thương hiệu".
Vào tháng 9 năm 2006, Victoria's Secret được cho là đang cố gắng biến các catalogue của hãng trong giống như những tạp chí được viết bởi những tay săn bài của tờ Women's Wear Daily.